# هادی آل عباس
هادی ال عباس (عربی: هادي آل عباس؛ زادهٔ ۲۹ نوامبر ۱۹۸۵) یک ورزشکار اهل عربستان سعودی است.